# アリス (トム・ウェイツのアルバム)
『アリス』（Alice）は、トム・ウェイツが2002年に発表したアルバム。『ブラッド・マネー』と同日の発売。
ルイス・キャロルの小説『不思議の国のアリス』『鏡の国のアリス』を脚色したミュージカル『アリス』（演出:ロバート・ウィルソン）で、トムと妻キャスリーン・ブレナンは音楽を担当し、1992年にハンブルクで初演。本作は、同作品で使用された楽曲をレコーディングしたもの。
本作収録曲は、以前にもデモ・レコーディングされており、そのヴァージョンは海賊盤として出回った。本作制作に当たって、舞台版『アリス』の曲を作ってから長いブランクがあったため、トムはその海賊盤を買って曲を思い出し、改めてレコーディングし直したという。

## 収録曲
全曲トム・ウェイツとキャスリーン・ブレナンの共作。
1. "Alice" - 4:28
2. "Everything You Can Think" - 3:10
3. "Flower's Grave" - 3:28
4. "No One Knows I'm Gone" - 1:42
5. "Kommienezuspadt" - 3:10
6. "Poor Edward" - 3:42
7. "Table Top Joe" - 4:14
8. "Lost in the Harbour" - 3:45
9. "We're All Mad Here" - 2:31
10. "Watch Her Disappear" - 2:33
11. "Reeperbahn" - 4:02
12. "I'm Still Here" - 1:49
13. "Fish & Bird" - 3:59
14. "Barcarolle" - 4:00
15. "Fawn" - 1:43

## カヴァー
- "Alice"は、ジェーン・バーキン『フィクションズ』（2006年）でカヴァーされた。
- インストゥルメンタル曲"Fawn"は、スカーレット・ヨハンソンによるトム・ウェイツのカヴァー・アルバム『レイ・マイ・ヘッド』（2008年）で、イントロダクション的に取り上げられた。スカーレットのヴァージョンには、ニック・ジナー（ヤー・ヤー・ヤーズのギタリスト）等が参加。

## 参加ミュージシャン
- トム・ウェイツ - ボーカル、ピアノ、オルガン、メロトロン、ポッド、シンバル
- マイルス・ボイセン - バンジョー
- ジョー・ゴア - エレクトリックギター
- マシュー・スペリー - ベース
- エリック・パーニー - ベース
- ラリー・テイラー - ベース、ギター、パーカッション
- スチュワート・コープランド - トラップ・キット
- ジノ・ロベア - パーカッション、ドラムス、マリンバ
- アンドリュー・ボーガー - パーカッション
- ベント・クラウゼン - ピアノ、ハンドベル
- ドーン・ハームズ - ヴァイオリン、ストロー・ヴァイオリン
- カーラ・キールシュテット - ヴァイオリン
- マット・ブルーベック - チェロ、ベース
- アラ・アンダーソン - トランペット、バリトン・ホルン
- ニック・フェルプス - トランペット、フレンチ・ホルン
- Bebe Risenfors - バスクラリネット、クラリネット、パーカッション、マリンバ、ストロー・ヴァイオリン、ヴィオラ
- コリン・ステットソン - サックス、クラリネット、バスクラリネット
- ティム・アレン - Scraper